# Корольчук, Георгий Алексеевич
Гео́ргий Алексе́евич Корольчу́к (род. 2 августа 1946, Ленинград) — советский и российский актёр театра и кино, мастер дубляжа. Народный артист Российской Федерации (2008).

## Биография
Георгий Корольчук родился 2 августа 1946 года в Ленинграде. В конце 1960-х окончил Государственный институт театра, музыки и кинематографии по классу Рубена Агамирзяна. В 1970 году был принят в труппу театра имени В. Ф. Комиссаржевской, а до этого успел сняться в небольших ролях в нескольких фильмах. Наибольшую известность получил после роли дьякона в фильме «Плохой хороший человек».
Преподаёт в театральной академии, работает на канале «Радио России», также занимается дубляжом.
Живёт в Санкт-Петербурге, есть семья и дети. Жена, Ольга Николаевна Исаковская (род. 1946) — актриса. В браке состоят с 1969 года.

## Фильмография
- 1966 — «Зося» — молодой солдат
- 1966 — «Кто придумал колесо?» — Сева Лосев
- 1966 — «Снежная королева» — принц Клаус
- 1967 — «Хроника пикирующего бомбардировщика» — Митька Червоненко
- 1969 — «Преступление и наказание» — дворник
- 1973 — «Плохой хороший человек» — дьякон Победов
- 1975 — «Шаг навстречу» — старший лейтенант Голубев, пассажир в автобусе
- 1976 — «Обыкновенная Арктика» — Костя Лобас
- 1976 — «Сладкая женщина» — Ларик Шубкин
- 1978 — «Тактика бега на длинную дистанцию» — Иван Русак
- 1981 — Всем чертям назло (мультфильм) — озвучивание
- 1983 — «Тревожное воскресенье» — капитан внутренней службы Земцов, оперативный дежурный отряда пожарной охраны
- 1985 — «Сказочное путешествие мистера Бильбо Беггинса, Хоббита» — Кили, гном
- 1987 — «Моонзунд» — корабельный священник
- 1997 — «Всё то, о чём мы так долго мечтали» — священник
- 2004 — «Агент национальной безопасности-5» — Ишуткин, профессор
- 2004 — «Мангуст-2» — Борис Львович Гурьянович
- 2005 — «Тронутые» — преподаватель математики
- 2005 — «Улицы разбитых фонарей-7» — Виктор Петрович
- 2005—2006 — «Разведённые мосты»
- 2006 — «Клиника» — Сергей Петрович Воронов, хирург
- 2006 — «Парадиз» — седовласый
- 2008 — «Багровый цвет снегопада» — батюшка
- 2011 — «Защита свидетелей» — Геннадий Ильич Коваленко, профессор
- 2011 — «Раскол» — Сафоний, иконописец
- 2012 — «Мать-и-мачеха» — доктор Алёны
- 2014 — «Батальонъ» — Анашкин
- 2014 — «Невский» — уборщик
- 2016 — «Гастролёры» — Альгис, владелец магазина

## Награды
- 1983 — Заслуженный артист РСФСР
- 2008 — народный артист России